# Protein uden indre orden
Et  protein uden indre orden  eller et intrinsikt uordnet protein 
(eng.  intrinsically disordered protein, IDP) er et protein, der helt eller delvist mangler en fast eller ordnet tredimensionel struktur, hvilket typisk får betydning i fravær af dets normale makromolekylære interaktionspartnere, såsom andre proteiner eller RNA. Proteiner uden indre orden spænder fra totalt ustruktureret til delvist struktureret og inkluderer tilfældige spiralstrukturer, smeltede globulære aggregater eller fleksible domæner (dele) af store proteiner.
Proteiner uden indre orden betragtes nogle gange som en separat klasse af proteiner sammen med globulære proteiner, fibrøse proteiner og membranproteiner.

## Signifikansen af indre uorden
Proteiner uden indre orden er en meget stor og funktionelt vigtig klasse af proteiner, og deres opdagelse har modbevist ideen om, at en fast tredimensional struktur er en forudsætning for den biologiske funktion. For eksempel er proteiner uden indre orden blevet identificeret i at deltage i DNA-regulering og i cellesignalering.
Desuden kan proteiner uden indre orden forårsage cytotoxitet ved at antage en fastlåst multimolekylær, tredimensionel struktur efter selvaggregering eller binding til andre makromolekyler, som f.eks. i Lewy-legemer. Proteiner uden indre orden er blevet impliceret i en række sygdomme, herunder kræft, hjerte-kar-sygdomme, amyloidoser, neurodegenerative sygdomme og diabetes.
Samlet set er proteiner uden indre orden forskellige fra strukturerede proteiner på mange måder og har tendens til at have sekvens og struktur med betydning for funktioner både intracellulært og ekstracellulært.

## Nogle proteiner uden indre orden
- Amyloid β peptid, Aβ [3]

- Alpha-synuclein. præsynaptisk neuron-protein[5]

- Tau-protein, vigtigt protein i nervesystemets neuroner

- BRCA1, tumor suppressor

- p53, tumor suppressor

- hnRNP A1, GroEL, α-crystallin, Hsp33 (chaparones), Ash1, E-Cadherin, CTD2, p130Cas[2]

- SUMO1, Small Ubiquitin-like Modifier 1[6]